# Ölberg (Odenwald)

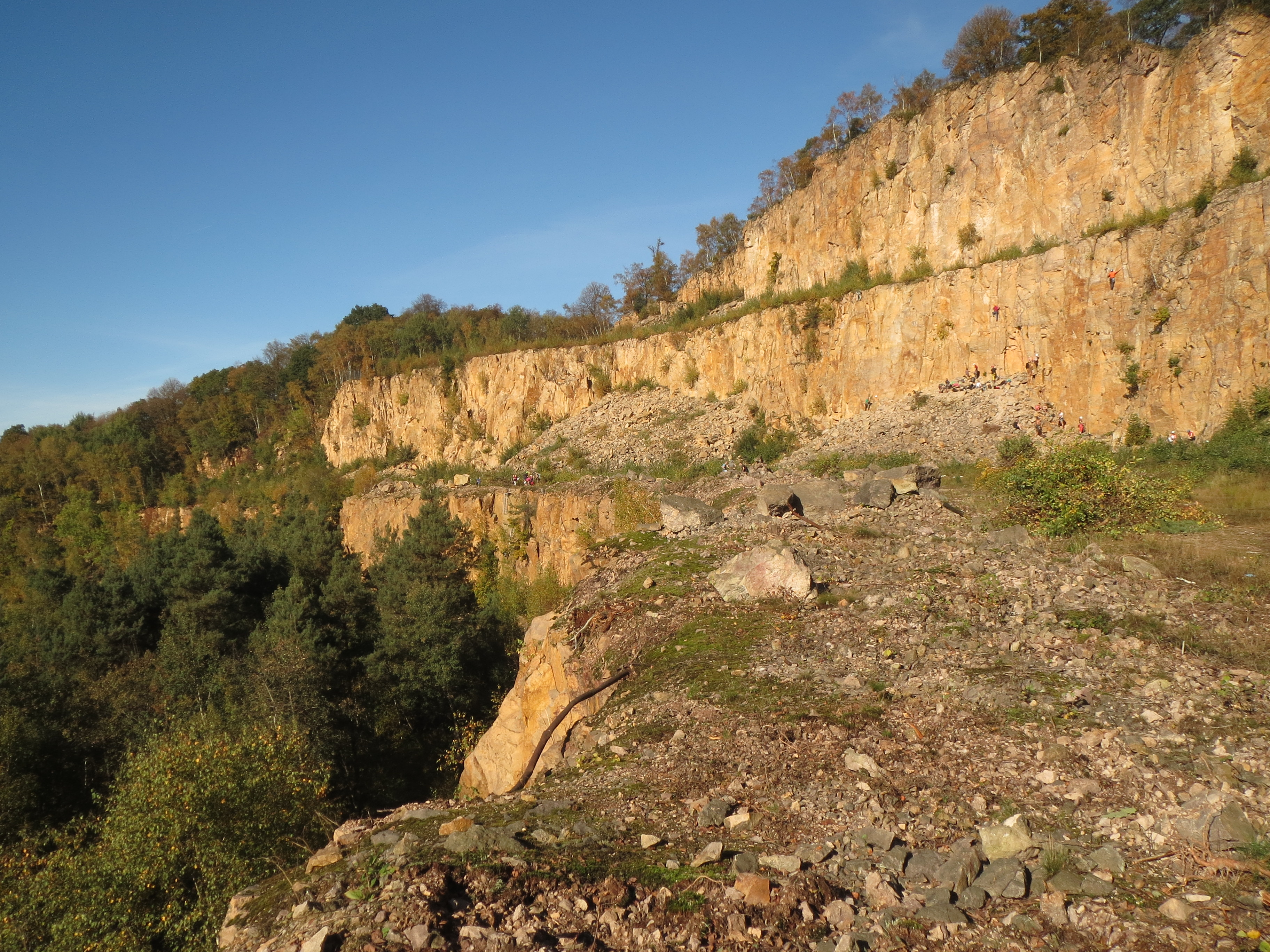
Steinbruch Schriesheim

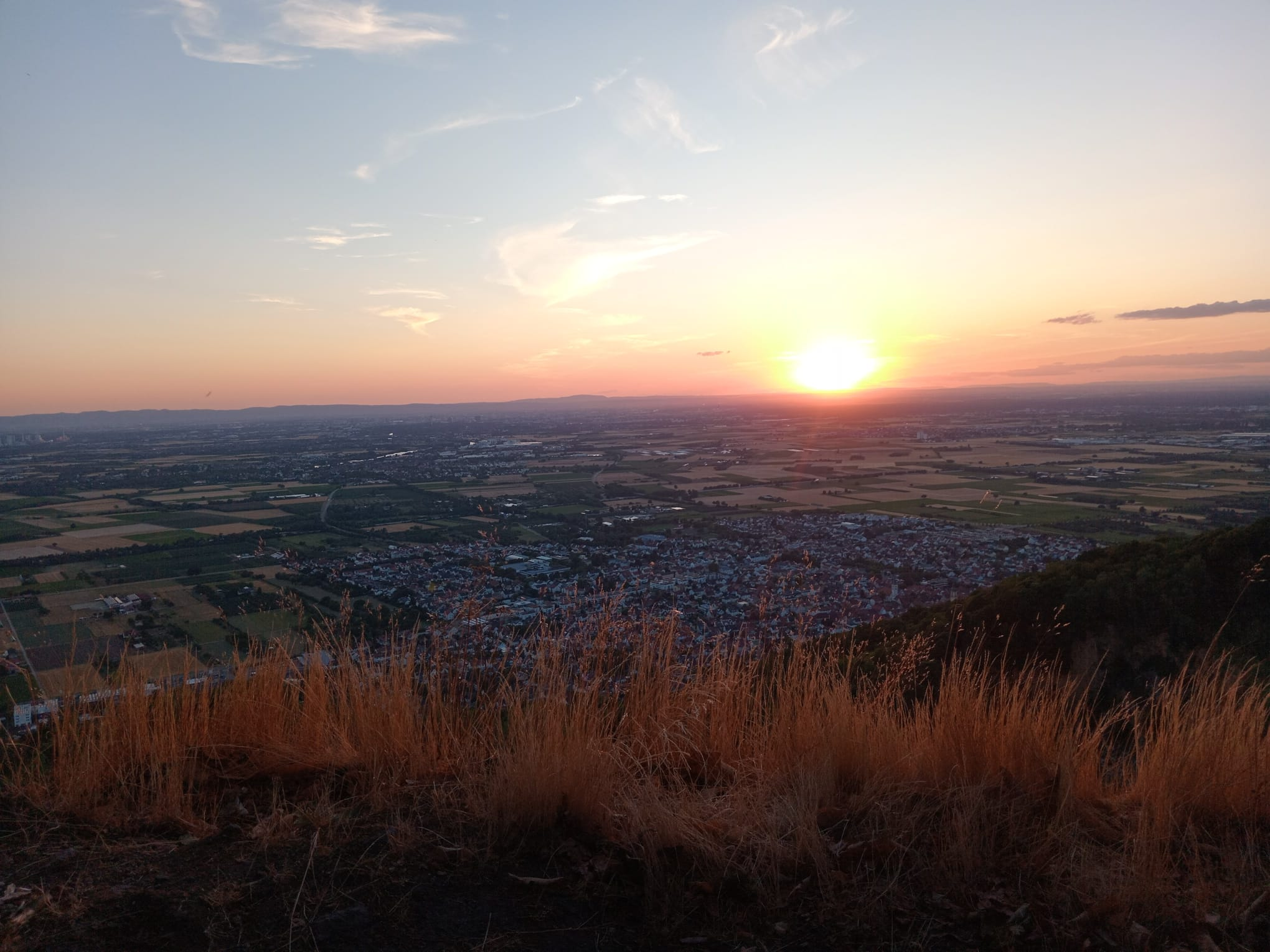
Aussicht nach Nordwesten auf die Metropolregion Rhein-Neckar. Links Rheinau, Mannheim und Ludwigshafen in der Distanz

Der Ölberg ist ein 449,3 m ü. NHN hoher Berg im Odenwald südöstlich der Stadt Schriesheim.

## Geographie
Der Ölberg liegt am Westrand des Odenwaldes über der Bergstraße und der Oberrheinischen Tiefebene. Im Osten schließt sich, jenseits des Geisenbachs, der Wendenkopf (359,6 m) an, im Südosten der  Hartenbühl (473 m) und im Süden reicht der Berg bis an die Gemeinde Dossenheim heran. Im Norden liegt jenseits des steil eingeschnittenen Schriesheimer Tals, das der Kanzelbach westwärts durchfließt, die Hohe Waid (458,3 m).
An den Hängen des Ölbergs wurde früher in Steinbrüchen Porphyr abgebaut. Vor allem die in der Rheinebene weithin sichtbaren gelblichen Abbauwände des sich bis nahe an die Kuppe des Berges hochziehenden Steinbruchs Schriesheim prägen heute das Bild des Berges.
Am mittleren und unteren Westhang stehen überwiegend Weinreben, der Rest des Ölbergs ist größtenteils bewaldet.

## Geschichte
An der nordwestlichen Flanke des Ölbergs liegt die Strahlenburg auf einem Bergsporn zwischen Geisenbachtal und Rheinebene. Die einst bedeutende, heute teilweise zerstörte Burg beherbergt einen Gastronomiebetrieb. Den Spornkamm weiter aufwärts liegen die Schwedenkanzel und Überreste alter keltischer Ringwälle, von denen ein Teil der Steinbruchindustrie zum Opfer gefallen sind.
Am südlichen Ausläufer vor dem nächsten größeren Tal auf die Rheinebene hinaus liegt die Schauenburg. Sie ist heute nur noch als Ruine erhalten.
In den 1880er Jahren wurde am Ölberg erstmals Porphyr abgebaut. Der dazu von der Stadt Schriesheim betriebene kleine Bruch an der Odenwaldseite des Ölbergs konnte sich jedoch wirtschaftlich nicht durchsetzen, da die Transportwege zu lang waren. Der Abbau im großen Stile begann erst im Jahr 1891 am sogenannten Schlossbruch in Dossenheim. Die Arbeiten im Steinbruch Schriesheim, der letzten noch betriebenen Abbaustelle am Ölberg, endeten 1967.

## Sport und Freizeit
Im stillgelegten Steinbruch gibt es heute unzählige Kletterrouten, das Gebiet zählt zu den wichtigsten Sportklettergebieten der Region. Südlich der Kuppe am Hang des Ölbergs gibt es außerdem einen Startplatz für Gleitschirm- und Drachenflieger.(Lage) Gelandet wird meist vor dem Ölberg, etwa einen Kilometer weiter südwestlich.

## Natur
Die Kuppe des Ölbergs trug ursprünglich die Edelsteine, eine Ansammlung säulenartiger Felsen aus Porphyr, die auch als Naturdenkmal ausgewiesen waren. Trotzdem wurden sie bei Sprengarbeiten im Steinbruch zerstört. Daraufhin wurde jedoch die Bergsilhouette unter Schutz gestellt.
Auf dem Ölberg ist durch Verordnung des Regierungspräsidiums Karlsruhe seit 10. Februar 1998 ein 51,5 Hektar großes Naturschutzgebiet (Schutzgebiets-Nummer 2212) ausgewiesen. Schutzzweck ist die Erhaltung als beherrschende Randerhebung des vorderen Odenwalds in seiner gegenwärtigen Gestalt, die auf der Westflanke des langgestreckten, bewaldeten Bergmassives durch mehrere, stufenförmig bis zur Kammlinie aufsteigende Gesteinsterrassen und Felswände geprägt wird und Einblicke in den geologischen Ablauf des vulkanisch entstandenen Quarzporphyrs gibt, sowie der Schutz der naturnahen und kulturbedingten Wald-, Gebüsch- und Saumgesellschaften des Ölbergs in unterschiedlichen Entwicklungsstadien und standörtlichen Ausprägungen als Lebensraum zahlreicher bedrohter Tier- und Pflanzenarten. Das Waldgebiet auf dem Berg ist als Schonwald eingestuft.